# پرتره خوان د پارخا
پُرترهٔ خوآن دِ پارخا (به اسپانیایی: Retrato de Juan de Pareja) نام یک نقاشی رنگ روغن در سبک باروک، اثر دیه‌گو ولاسکز است که در سال ۱۶۵۰ خلق شد. این تابلو در موزه متروپولیتن نیویورک قرار دارد.
خوآن دِ پارخا از مادری مورو و پدری اسپانیایی متولد شده بود. وی به عنوان برده توسط دیه‌گو ولاسکز خریداری شد و به عنوان دستیار به ولاسکز خدمت می‌کرد. وی بعدها توسط ولاسکز آزاد شد و خود بعدها نقاش معتبری شد.
گفته می‌شود که پاپ اینوسنت دهم، با دیدن این پُرتره به قابلیت‌های والای فنی نقاش اعتماد پیدا کرد و حاضر شد تا دیه‌گو ولاسکز تابلوی مشهور پُرترهٔ پاپ اینوسنت دهم را از او بکشد.